# Международный центр Низами Гянджеви
Международный центр Низами Гянджеви — неправительственная организация при Президенте Азербайджанской Республики. Объединяет бывших глав государств и правительств, а также влиятельных международных экспертов из различных зарубежных стран.

## История
Центр учрежден указом Президента Азербайджанской Республики 23 декабря 2011 года на специальном собрании, проведенном 30 сентября 2012 года в родном городе классика персидской поэзии Низами Гянджеви, Гяндже, в рамках празднования 870-летия со дня его рождения.
Центр является основным организатором Глобального Бакинского Форума, проводимого в Баку с 2013 года.
В настоящее время центром является Клуб Подгорицкого (Босния), Фонд Марианны В. Вардинояннис (Греция), Гуггенхейм (США), Китайский институт инноваций и стратегии развития (КНР), Китайский институт иностранных дел (КНР), Институт Тайхэ (КНР). Тесно сотрудничает с влиятельными международными и региональными организациями, такими как Национальный комитет по внешней политике (США), Институт Берггрюена, Роберт Ф. Кеннеди по правам человека (США), Schwarzman Scholars (Китай), Итальянское общество международных организаций (Италия), Всемирная академия искусств и наук (WAAS).

## Миссия
Целью деятельности центра является выразить общую признательность за труды Низами и за его актуальность по сей день и для будущих поколений. Учреждение занимается изучением наследия Низами.
Центр имеет программу исследований и является избранным местом проведения международных собраний ученых. Проводятся исследования о природе культурной самобытности и культурной преемственности, изучение мусульманского средневекового научного вклада в роль науки в современном обществе, изучение произведений искусства, которые были вдохновлены творчеством Низами, а также исследования в области управления и мира.

## Структура
Центр расположен в Баку. Высшим органом управления является Совет директоров, в который входят влиятельные общественные и политические деятели мира. Правление состоит из 20 человек. Кроме того, Международный центр Низами Гянджеви насчитывает 79 членов из 44 стран. Сопредседателями Центра являются Вайра Вике-Фрейберга, бывший президент Латвийской Республики (1999–2007), доктор Исмаил Серагельдин, бывший вице-президент Всемирного банка (1992–2000), и Ровшан Мурадов, генеральный секретарь.

## Члены правления
- Вайра Вике-Фрейберга, бывший президент Латвийской Республики (сопредседатель МЦНГ)
- Исмаил Серагельдин, директор Александрийской библиотеки (сопредседатель МЦНГ)
- Тарья Халонен, Президент Финляндской Республики (2000—2012)
- Керри Кеннеди, президент Организации по правам человека
- Марианна Вардинояннис, посол доброй воли ЮНЕСКО
- Иво Йосипович, президент Республики Хорватия (2010—2015
- Росен Плевнелиев, Президент Республики Болгария (2012—2017)
- Петр Стоянов, Президент Республики Болгарии (1997—2002)
- Борис Тадич, Президент Республики Сербия (2004—2012)
- Филип Вуянович, президент Черногории (2003—2018)
- Златко Лагумджия, премьер-министр Боснии и Герцеговины (2001—2002)
- Ив Летерм, премьер-министр Королевства Бельгия (2008, 2009—2011)
- Амр Муса, генеральный секретарь Лиги арабских государств (2001—2011)
- Эка Ткешелашвили, заместитель премьер-министра Грузии (2010—2012)
- Ноэлен Хейзер, заместитель Генерального секретаря Организации Объединенных Наций (2007—2015)
- Дэвид К. Пан, исполнительный декан колледжа Шварцман, Университет Цинхуа
- Екатерина Ющенко, первая леди Украины (2005—2010)
- Джин Бадершнайдер, вице-президент ExxonMobil (2000—2013)
- Ровшан Мурадов, Генеральный секретарь (МЦНГ, без права голоса)

## Специальные советники
- Джеффри Сакс — специальный советник по ЦУР, специальный советник Генерального секретаря ООН по ЦУР [2]
- Венди Фишер, специальный советник NGIC по вопросам культуры, президент Попечительского совета Фонда Соломона Р. Гуггенхайма
- Кастин Ифу Линь, специальный экономический советник NGIC, вице-президент Всемирного банка, 2008–2012 гг.

## Почетные члены
- Эмиль Константинеску — президент Румынии 1996–2000 гг.
- Степан Месич — президент Республики Хорватия 2000–2010 гг.
- Фарида Аллаги — бывший посол Ливии в Европейском Союзе.
- Назим Ибрагимов — председатель Государственного комитета Азербайджанской Республики по работе с диаспорой 2008—2018 гг.
- Насим Ахмед Шах, декан факультета социальных наук (2014-17); Кафедра бывших исламоведческих исследований, Кашмирский университет, Сринагар, Индия

## Международная премия Низами Гянджеви
В 2012 году Международный центр Низами Гянджеви учредил Международную премию Низами Гянджеви с целью представить ценности, продвигаемые поэзией Низами.
Лауреаты премии:
1. Вайра Вике-Фрейберга, бывший президент Латвийской Республики (сопредседатель МЦНГ)
2. Исмаил Серагельдин, директор Александрийской библиотеки (сопредседатель МЦНГ)
3. Меланн Вервир, бывший специальный посланник США по глобальным вопросам женщин, исполнительный директор Джорджтаунского института женщин, мира и безопасности
4. Сулейман Демирель, президент Турции 1993—2000 гг.
5. Билл Клинтон, президент США 1993—2001 гг.
6. Маргарет Тэтчер, премьер-министр Соединенного Королевства 1979—1990 гг.
7. Королева Швеции Сильвия, супруга короля Швеции
8. Бутрос Бутрос-Гали, Генеральный секретарь Организации Объединенных Наций, 1992—1996 гг.
9. Генри Киссинджер, государственный секретарь США 1973—1977 гг.
10. Росен Плевнелиев, Президент Республики Болгарии 2012—2017 гг.
11. Абдул Фаттах ас-Сиси, президент Арабской Республики Египет[4]
12. Марианна Вардинояннис, посол доброй воли ЮНЕСКО
13. Король Иордании Абдалла II, король Иорданского Хашимитского Королевства
14. Мехрибан Алиева, первый вице-президент Азербайджанской Республики [5]
15. Рабби Артур Шнайер, главный раввин Восточной синагоги в парке Нью-Йорка
16. Ашраф Гани, президент Исламской Республики Афганистан
17. Роберт Ф. Кеннеди, Права человека: Роберт Ф. Кеннеди, сенатор США от Нью-Йорка, 1965-1968 (Получатель: Керри Кеннеди, Роберт Ф. Кеннеди, президент по правам человека)
18. Джон Маккейн, сенатор США от Аризоны, 1987–2018 гг. (Получатель: Синди Маккейн, председатель правления Института Маккейна)
19. Павлопулос, Прокопис, президент Греческой Республики
20. Джеффри Сакс, профессор Колумбийского университета; Специальный советник Генерального секретаря по УР
21. Кайлаш Сатьярти, лауреат Нобелевской премии мира 2014 г.

## Деятельность
10 декабря 2012 года в рамках визита в США представитель Международного центра Низами Гянджеви побывал в Метрополитен-музее. В рамках мероприятий, которые были посвящены 870-летию поэта, мыслителя и философа Низами, музей начал своё сотрудничество с Международным центром Низами Гянджеви. Подписанный договор предусматривал проведение в музее выставок, а также ряда важных проектов в сфере культуры. В ходе визита представителю центра были представлены редкие рукописи Низами Гянджеви.

Эмблема Римского клуба

2 июля 2013 года было достигнуто согласие о сотрудничестве между Международным центром Низами Гянджеви и Римским клубом, основанным в 1968 году. Председатель Римского клуба Федерико Майор Сарагоса (бывший генеральный директор ЮНЕСКО) является членом правления Международного центра Низами Гянджеви.
С 2013 года Международный центр Низами Гянджеви начал организовывать в 15 городах мира, в том числе в Бишкеке, Вашингтоне, Александрии, Тбилиси выставки оригинальных рукописей и иллюстраций, посвящённых «Хамсе» Низами Гянджеви.
28 ноября 2013 года экс-президент Румынии (1996—2000 годы) Эмиль Констанинеску, экс-президент Сербии (2004—2012 годы) Борис Тадич, экс-президент Эстонии (2001—2006 годы) Арнольд Рюйтель, экс-президент Латвии (2007—2011 годы) Валдис Затлерс получили приглашение войти в состав Правления Центра. Все политики ответили согласием на это предложение. 19 декабря того же года экс-президент Грузии Михаил Саакашвили (2004—2013) пополнил ряды Международного центра Низами Гянджеви.
21 декабря 2013 года центр провёл по итогам года выставку оригинальных рукописей и иллюстраций, представленных в Центр, в том числе посвящённых жемчужинам восточной культуры. На выставке присутствовали послы Латвии, Греции, Индии, Кыргызстана, представители посольств, аккредитованных в Азербайджане, директор Музея азербайджанского ковра Ройа Тагиева и другие. Участники выставки достигли согласия об организации подобных выставок совместно в Центром и в зарубежных странах.

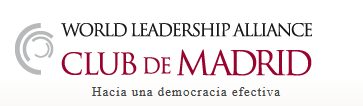
Эмблема Мадридского клуба

26 декабря 2013 года в Мадриде прошло рабочее совещание по обсуждению проектов, которые будут реализованы в 2014 году Международным центром Низами Гянджеви и Мадридским клубом. Главной целью было обсуждение II Global Shared Societies Forum, проведение которого запланировано на апрель 2014 года в Баку. В Форуме планировалось участие около 60 бывших и нынешних глав государств, премьер-министров из более чем 50 стран мира, в том числе известных научных и общественных деятелей, лауреатов Нобелевской премии. В рамках Форума также было предусмотрено проведение VI заседания Совета правления Международного центра Низами Гянджеви и I Генассамблеи, заседания Совета правления Мадридского клуба и VII Координационного заседания совместно с Центром, I координационного собрания совместно со Всемирной академией науки и культуры.
21 февраля 2014 года в Греции по приглашению посла доброй воли ЮНЕСКО Марианны Вардинояннис Международный центр Низами Гянджеви провёл пятое заседание Совета правления в одном из важных центров культуры Греции — в музее Акрополя.
12 августа 2014 года, в рамках подготовки к III Глобальному форуму открытых обществ, члены Генерального секретариата Международного центра Низами Гянджеви совершили визит в столицу Японии Токио, целью которого было усиления международных связей. В ходе визита были проведены встречи с японскими общественно-политическими деятелями и состоялся обмен мнениями по глобальным проблемам мирового масштаба, а также вопросам укрепления и развития научно-культурного сотрудничества между двумя странами. По итогам переговоров экс-премьер Японии Юкио Хатояма приняв приглашение Международного центра Низами Гянджеви стал членом Центра.
29 августа 2014 года в Брюсселе состоялась встрече между руководством Международного центра Низами Гянджеви и Глобального форума женщин-парламентариев, в ходе которого были обсуждены вопросы сотрудничества, а также участия в организации и работе III Глобального форума совместных обществ. III Глобальный форум совместных обществ прошёл в 2015 году в Баку при поддержке Госкомитета по работе с диаспорой.
6 сентября 2014 года находящаяся в Андорре делегация Международного центра Низами Гянджеви провела встречи со спикером парламента страны Висенсом Мэтью Заморой и вице-спикером Моникой Бонель Тусет.
30 сентября 2015 года Представители секретариата Международного центра Низами Гянджеви в ходе визита в Нью-Йорк в рамках Генеральной Ассамблеи ООН провели встречу с премьер-министром Мальты Жозефом Мускатом, президентом Хорватии Колиндой Грабар-Китарович и генеральным директором ЮНЕСКО Ириной Боковой. В ходе встречи подчеркивалась важность проведения при участии лидеров стран Восточной Европы форума, посвящённого проблеме беженцев и мигрантов. Форум состоится 8-9 октября в Болгарии. Также в ходе встреч были вручены приглашения на предстоящий в 2016 году 4-й Глобальный Бакинский форум.
Международный центр Низами Гянджеви 8-9 октября 2015 года провёл конференцию на тему «Новые видения сотрудничества и соседства в Европе» в Софии. На мероприятии обсуждались политические, экономические и нравственные проблемы, с которыми сталкивается Европа, в том числе миграционный кризис.
12 августа 2016 года министр обороны Израиля А. Либерман встретился с генеральным секретарём и заместителем генерального секретаря Международного центра Низами Гянджеви. На встрече А. Либерман был проинформирован о Международном центре Низами Гянджеви, его деятельности и организованных им с 2013 года Глобальных Бакинских форумах.
15 марта 2017 года Президент Азербайджана Ильхам Алиев принял делегацию Правления Международного центра Низами Гянджеви во главе с сопредседателями Центра — экс-президентом Латвии Вайрой Вике-Фрейбергой и директором Библиотеки Александрина (Египет) Исмаилом Серагельдином.
2 октября 2017 года сопредседатели Международного центра Низами Гянджеви — экс-президент Латвии Вайра Вике-Фрейберга и директор Библиотеки Александрина Исмаил Серагельдин в рамках проекта «Президентские лекции» выступили со специальной лекцией в Латвийском университете.

## Глобальный Бакинский Форум

### I Южно-Кавказский Форум

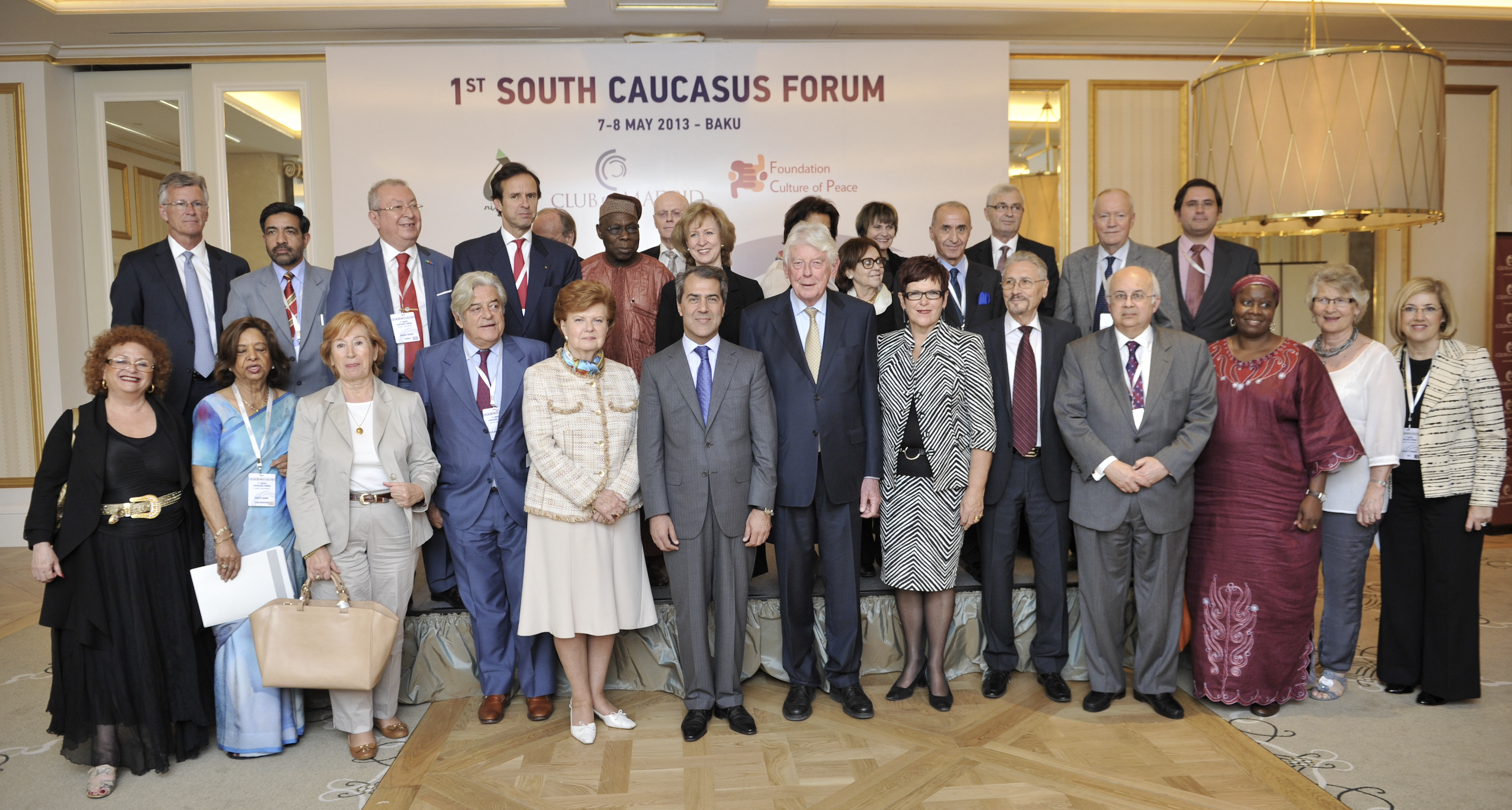
I Южно-Кавказский Форум. «Укрепление доверия к зарождающемуся новому мировому порядку»

Первый форум (Южно-Кавказский форум) на тему «Совместные общества и свобода женщин» прошёл 7-8 мая 2013 года в столице Азербайджана — Баку. На нём присутствовали 142 делегата из 29 стран. Организаторами форума выступают Госкомитет Азербайджана по работе с диаспорой, Международный центр Низами Гянджеви и Мадридский клуб.
Целью форума, который продлился до 8 мая, являлась обмен опытом. Участники форума рассказали о проекте Мадридского клуба «Социально сплочённые общества».
В последний день Южно-кавказского форума между Мадридским клубом и Международным центром Низами Гянджеви был подписан протокол о сотрудничестве.

### II Глобальный Форум Открытых Обществ
27—30 апреля 2014 года в Азербайджане при поддержке Госкомитета по работе с диаспорой и организации Международного центра Низами Гянджеви и Мадридского клуба состоялся II Глобальный форум открытых обществ. В рамках этой сессии участники поделятся опытом и знаниями в сфере решения конфликтов и социальной интеграции, обсудят основные принципы, которые могут быть эффективными в устранении проблем в этой области. В ходе обсуждений особое внимание будет уделено урегулированию Карабахского конфликта, участники проведут обширный обмен мнениями по этому вопросу.
После церемонии открытия форум продолжил работу в сессиях. В обсуждениях на первой сессии форума выступающие коснулись вопросов политики внутреннего экономического роста, создания равных возможностей для высококачественного образования и других социальных услуг, основных целей устойчивого развития, предусмотренных для женщин, национальных меньшинств, молодежи и других маргинальных групп.
На второй сессии форума были обсуждены вопросы продовольственной безопасности, решения экологических проблем, развития человеческого капитала, проблемы миграции, обеспечения людей водой и другие актуальные проблемы, были даны ответы на вопросы, интересующие участников.
Третья сессия, проводимая в рамках II Глобального форума открытого общества, была посвящена теме «Открытые общества как решение конфликтов в сложных ситуациях». На сессии было отмечено, что, предотвращая конфликты, открытые общества могут создать благоприятные условия, служащие общему благосостоянию людей.

### III Глобальный Форум Открытых Обществ

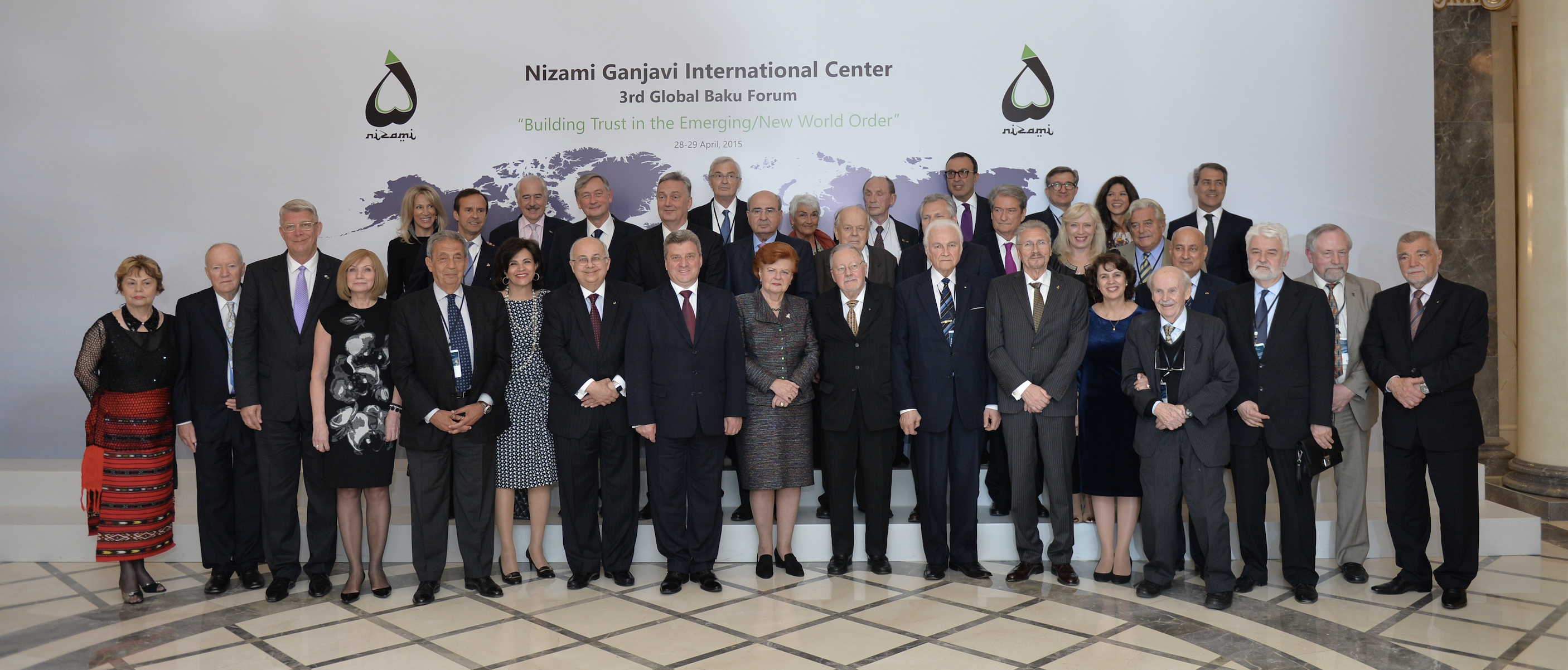
III Глобальный Форум Открытых Обществ «Строительство доверие к появлению нового мирового порядка»

28 апреля 2015 года в Баку начал работу третий Глобальный форум открытых обществ, организованный Государственным комитетом по работе с диаспорой Азербайджана и Международным центром Низами Гянджеви. Форум посвящён теме «Восстановление доверия в новом мировом порядке».
В форуме приняли участие президент Азербайджана Ильхам Алиев. Также в нём участвуют президенты, премьер-министры, главы внешнеполитических ведомств, экс-президенты ряда стран, представители 72 стран. Форум открыл директор Библиотеки Александрина, сопредседатель Международного центра Низами Гянджеви Исмаил Серагельдин.
Далее на сессиях форума будут обсуждены вопросы, представляющие интерес для мира в период глобализации — этнические и другие конфликты, угроза терроризма, развитие демократии, проблемы образования, экологии и др. Участники форума проведут обмен мнениями по предстоящим задачам в связи с решением вышеуказанных проблем.

### IV Глобальный Бакинский Форум

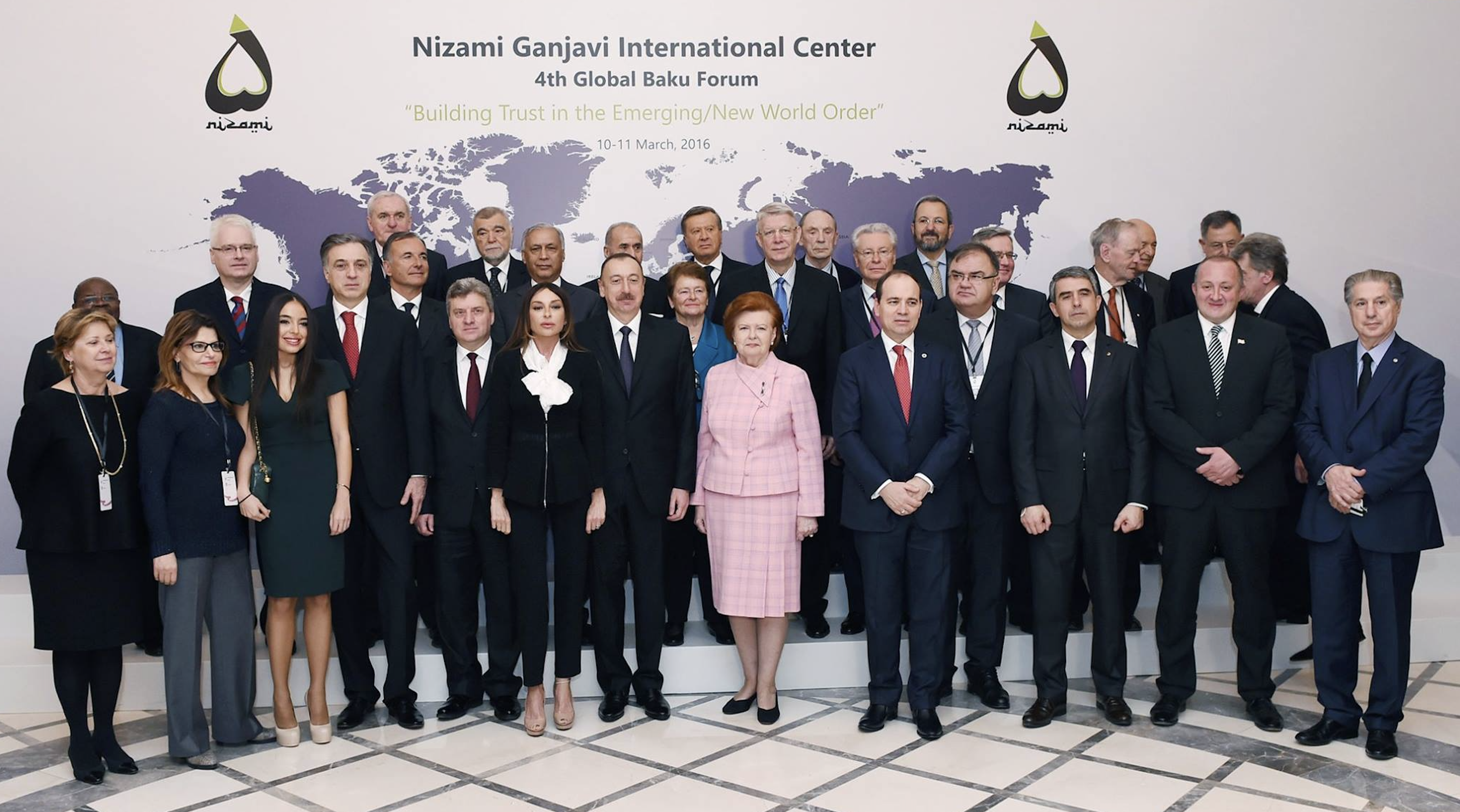
IV Глобальный Бакинский Форум

IV Глобальный Бакинский Форум был проведен 10—11 марта 2016 г. в Баку при поддержке Государственного комитета по работе с диаспорой Азербайджана (ГКРДА), организованный Международным центром Низами Гянджеви в сотрудничестве с Советом по взаимодействию, Мадридским клубом, Александрийской библиотекой, Римским клубом, Всемирной академией наук. В форуме приняли участие президенты Албании, Черногории, Болгарии, Македонии, Боснии и Герцеговины и Грузии. Кроме того, мероприятие посетили более 300 делегатов из 53 стран, в том числе 27 бывших президентов и 23 бывших премьер-министра..
10 марта на открытие форума приняли участие президент Азербайджана Ильхам Алиев и первая леди Азербайджана Мехрибан Алиева.
На IV Глобальном Бакинском форуме были обсуждены происходящие в мире конфликты на этнической, религиозной и политической почве, глобальные проблемы в сфере развития демократии, образования, экологии и энергобезопасности, а также будет проведён обмен мнениями в связи с решением этих проблем.

### V Глобальный Бакинский Форум

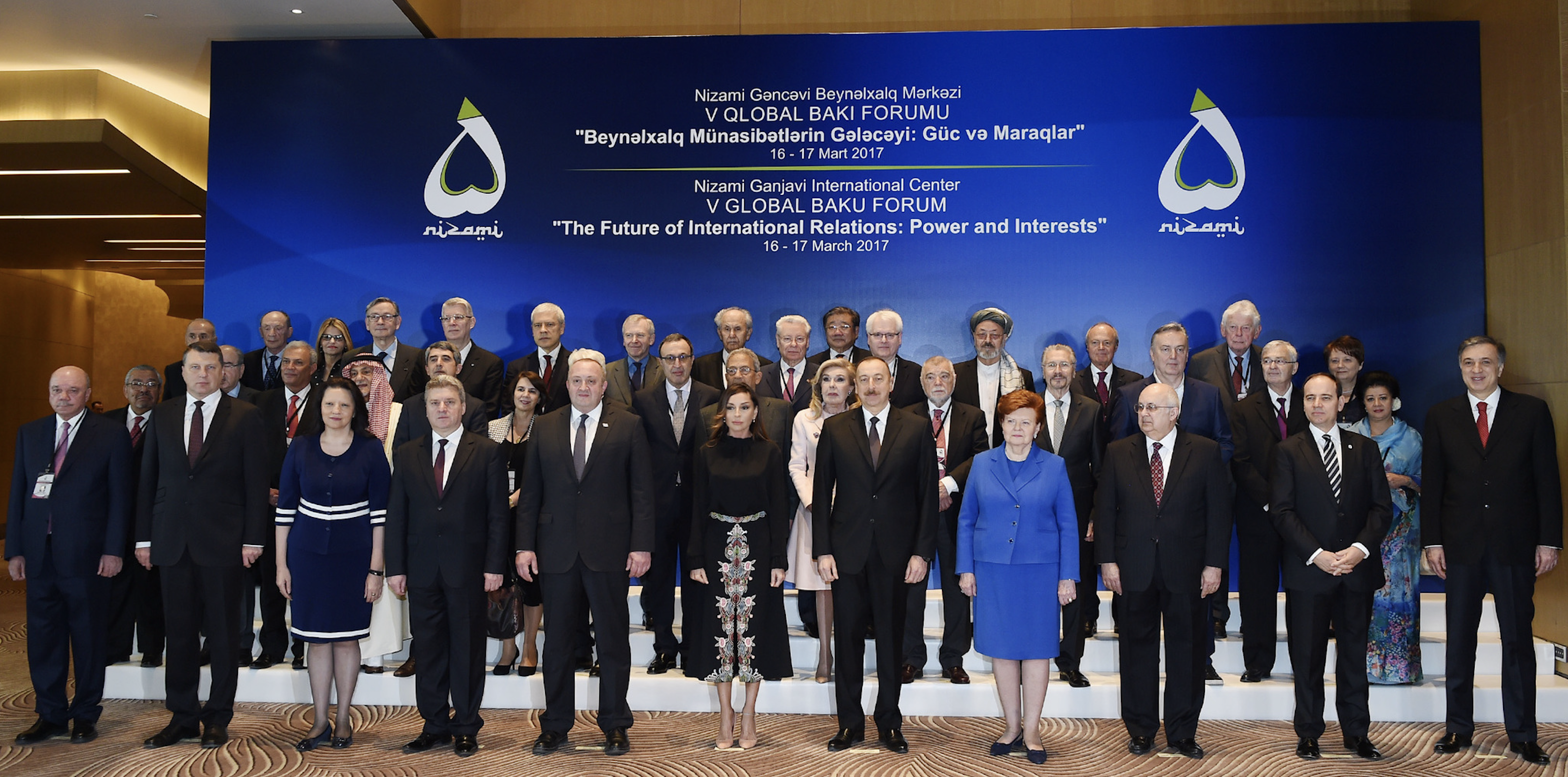
V Глобальный Бакинский Форум - «Будущее международных отношений: силы и интересы»

16 марта 2017 года в столице Азербайджана состоялось официальное открытие V Глобального Бакинского форума. В церемонии открытия форума, посвящённого теме «Будущее международных отношений: силы и интересы», приняли участие Президент Азербайджанской Республики Ильхам Алиев и первая леди Мехрибан Алиева.
Среди авторитетных гостей форума — Президент Латвии Раймондс Вейонис, Президент Македонии Георге Иванов, Президент Албании Буяр Нишани, Президент Монтенегро Филип Вуянович, Президент Грузии Георгий Маргвелашвили, Принц Саудовской Аравии, председатель Центра исламских исследований имени Короля Фейсала Турки аль-Фейсал.

Глава государства выступил с речью на открытии V Глобального Бакинского форума:
«Бакинский международный форум стал уже традиционным. Мы уже в пятый раз организуем это важное международное мероприятие. Пользуясь случаем, хочу выразить признательность Международному центру Низами Гянджеви, его правлению и сопредседателям — госпоже Фрейберге и господину Серагельдину. Благодаря их плодотворной деятельности и внесенному вкладу Международный центр Низами Гянджеви стал международным институтом. Он осуществляет очень активную и эффективную деятельность, и нынешний форум является одним из направлений этой деятельности».
После церемонии открытия Пятый Глобальный бакинский форум продолжил работу заседаниями и пленарными панелями.

### VI Глобальный Бакинский Форум

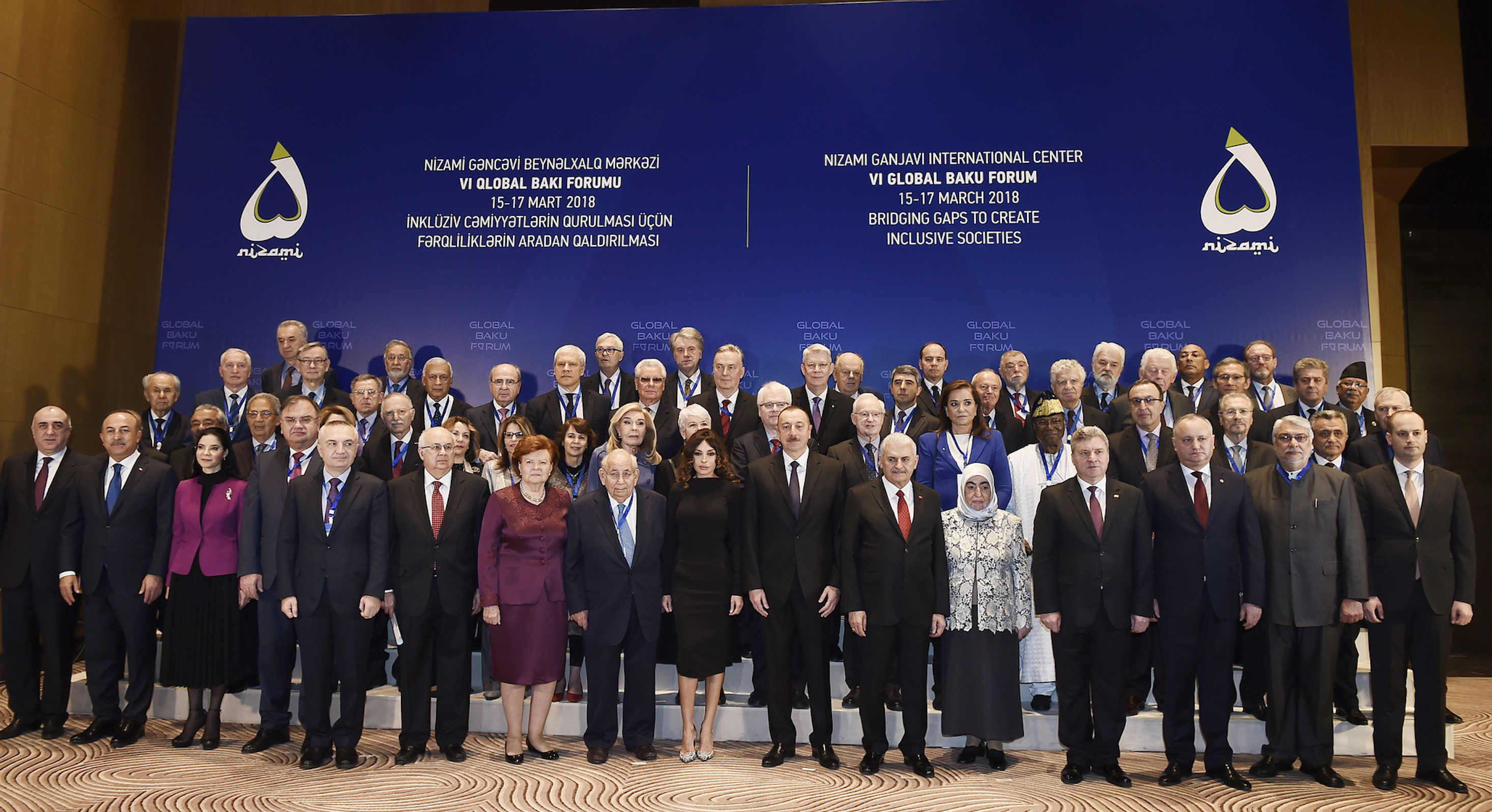
VI Глобальный Бакинский Форум — «Преодоление разрыва в построении инклюзивных обществ»

Форум прошел 15—17 марта 2018 года в столице Азербайджана на тему «Преодоление разрыва в построении инклюзивных обществ». На церемонии открытия форума приняли участие президент Азербайджана Ильхам Алиев и первая леди Мехрибан Алиева. Форум длился три дня. На форуме приняли участие около 500 делегатов из более чем 50 стран, в том числе 47 действующих и бывших глав государств и правительств, видные политики, государственные деятели, представители гражданского общества, руководители международных организаций, видные общественные и политические деятели, ученые.
На форуме присутствовали президент Албании Илир Мета; президент Македонии Георге Иванов; президент Молдовы Игорь Додон; член президентства Боснии и Герцеговины Младен Иванич; премьер-министр Турции Бинали Йылдырым; министр иностранных дел Мевлют Чавушоглу; заместитель министра иностранных дел Ахмет Йылдыз. Присутствовали заместитель премьер-министра Палестины Зияд Абу Амр; Мирко Сарович, заместитель премьер-министра Боснии и Герцеговины и Ана Бирчалл, заместитель премьер-министра Румынии.
В рамках форума 18—19 марта был организован VII Международный книжный саммит. На саммите, совместно организованном Библиотекой Конгресса и Александрийской библиотекой в Египте, обсуждалась важность книг в национальном развитии, сохранении и передаче культурного наследия, а также роль национальных библиотек в будущем.

### VII Глобальный Бакинский Форум

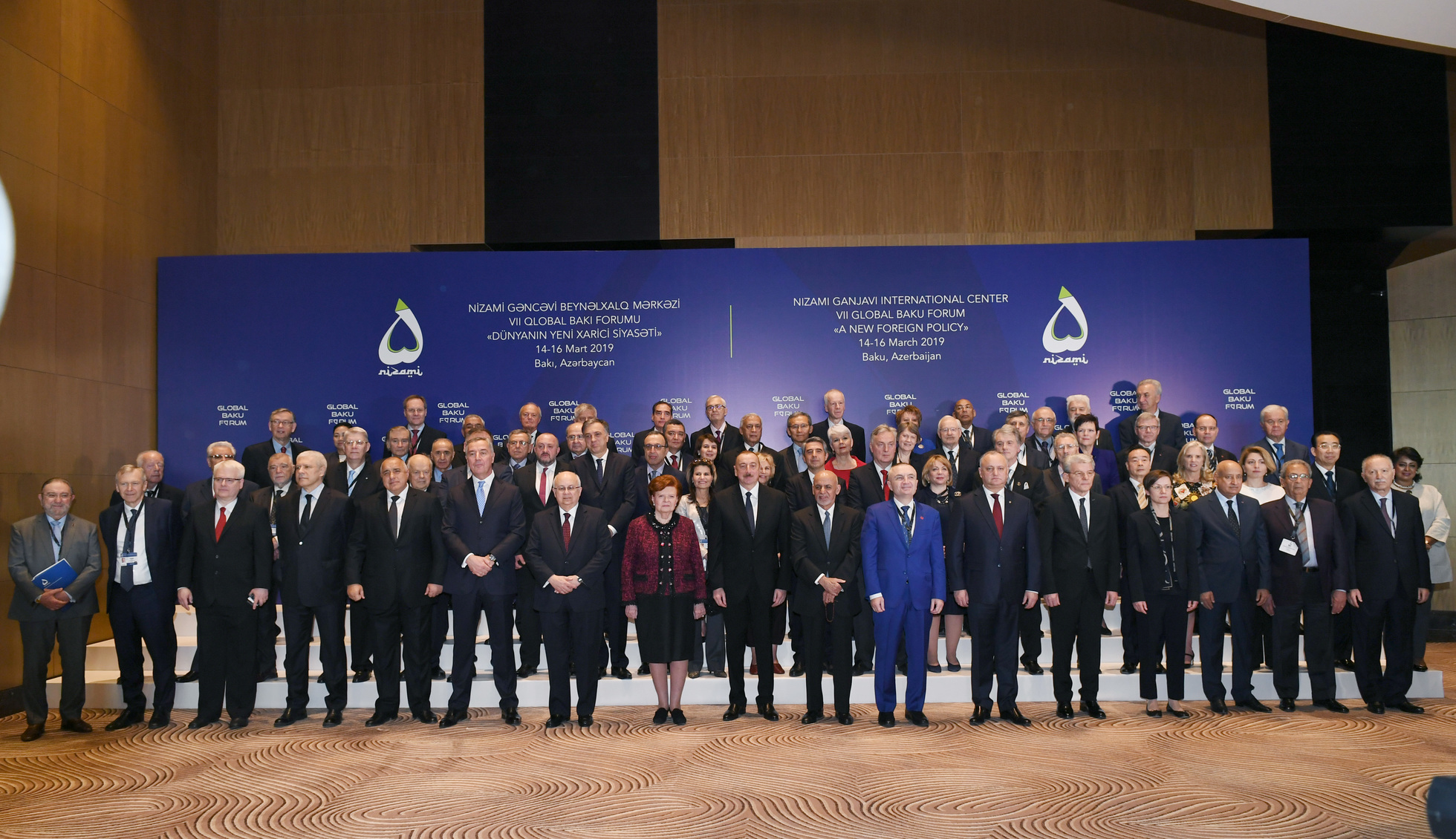
VII Глобальный Бакинский форум - «Новая внешняя политика мира»

14—16 марта 2019 года в столице Азербайджана Баку прошел VII Глобальный Бакинский форум на тему «Новая внешняя политика мира». Президент Азербайджанской Республики Ильхам Алиев принял участие в церемонии открытия форума.
В форуме также приняли участие президент Афганистана Ашраф Гани Ахмадзай, президент Албании Илир Мета, член президентства Боснии и Герцеговины Шефик Джаферович, президент Молдовы Игорь Додон, президент Черногории Мило Дуканович, премьер-министр Болгарии Бойко Борисов и бывший руководитель Международного центра Низами Гянджеви, руководители международных организаций, известные общественные и политические деятели, ученые. Посол Италии в Азербайджане Аугусто Массари обратился к президенту Серджо Маттарелла, послу Соединенного Королевства Великобритании и Северной Ирландии в Азербайджане [ru.vvikipedla.com/wiki/Carole_Crofts Кэрол Крофтс], премьер-министру Терезе Мэй, заместителю директора ПРООН, региональному директору по Европе и СНГ Мирьяне Эггер и генеральному секретарю Антонио Гутерриш.
На мероприятии состоялась церемония вручения Международной премии имени Низами Гянджеви за 2019 год. Решением Правительства Исламской Республики Афганистан Мохаммад Ашраф Гани и президент Фонда защиты прав человека Роберта Ф. Кеннеди, Керри Кеннеди были удостоены Международной премии имени Низами Гянджеви.
В форуме приняли участие более 500 делегатов из 50 стран мира. Вопросы глобального и регионального значения обсуждались на 10 сессиях, проведенных в рамках форума.

### VIII Глобальный Бакинский Форум
Форум, запланированный на 2020 год, отложен из-за пандемии COVID-19.
4-6 ноября 2021 года состоялся VIII Глобальный Бакинский форум на тему «Мир после COVID-19», на котором приняли участие около 300 авторитетных гостей из более 40 стран.

### IX Глобальный Бакинский форум
IX Глобальный Бакинский форум при организации Международного центра Низами Гянджеви состоялся 16-18 июня 2022 года на тему «Угрозы глобальному миропорядку», на котором приняли участие представители более 50 стран и влиятельных международных организаций.